# Цнота

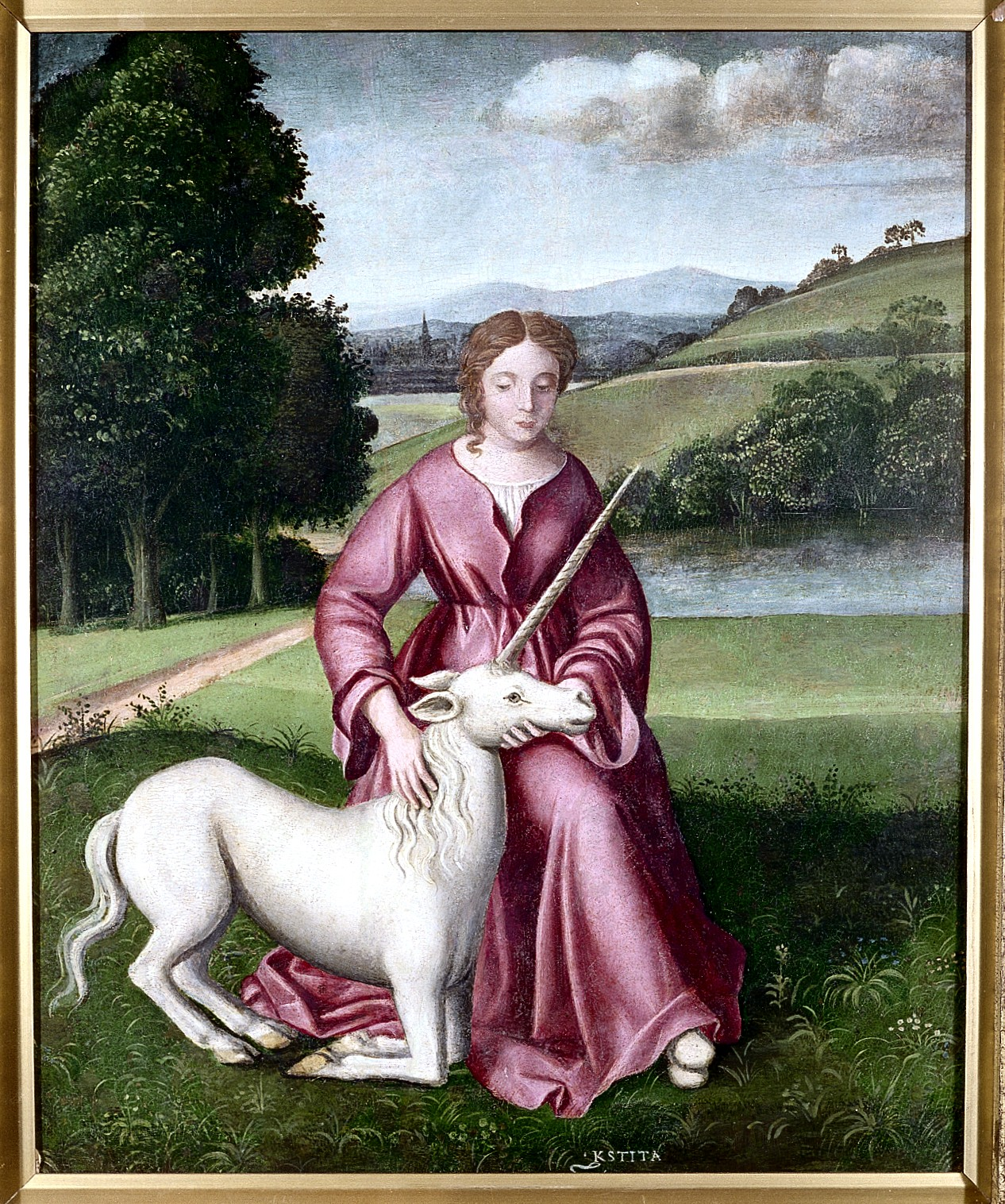
Цнотливість (діва і єдиноріг). Олія, послідовник Тімотео Віті

Цнотли́вість (від пол. cnota, спор. з укр. чеснота) або неза́йманість (англ. virginity) — стан жіночого та чоловічого організмів до першого сексуального контакту. Термін «незайманий(-на)» вживається щодо людей, які не мали сексуального досвіду. Традиційно цнотливими називають людей, які не практикували сексуальні контакти з проникненням. У деяких суспільствах цінується статус цнотливості щодо жінок, особливо в поглядах на секс до шлюбу.

## Фізіологія
Гімен (вагінальна корона) — еластична рудиментарна складка слизової оболонки, що прикриває вагінальний отвір. Гімен варіює за формою і кількістю отворів, необхідних для виведення з організму вагінальних виділень, і при першому вагінальному сексі за недостатньої прелюдії, лубрикації, надто жорстких фрикцій може пошкоджуватися пенісом: кровоносні судини у гімені розриваються із невеликою кровотечею в результаті. Якщо це ставалося, такий секс називали дефлорацією.
Статевий акт не є єдиним способом ушкодження гімену: при фізичних вправах (зокрема, їзді верхи), використанні тампонів чи менструальної чаші, гінекологічних оглядах можуть непомітно протягом пубертату відбуватися аналогічні зміни в ньому. І навпаки, відомі випадки непошкодженого гімену навіть при народженні дитини. Тож цілісність гімену не є індикатором цноти.
З іншого боку, при досягненні статевої зрілості гімен під впливом естрогенів стає достатньо еластичним, щоб забезпечити коїтус без травмування жінки. Тому кровотеча під час першого статевого акту необов'язкова і означає скоріше слабкий рівень збудження жінки (що проявляється в нестачі вагінальної лубрикації та слабкій ерекції її геніталій), або занадто жорсткі маніпуляції пенісом, асоційовані з сексуальним насильством щодо жінок як нормою сексуальної взаємодії в традиційних суспільствах.
Проте саме неушкоджений гімен культурно розглядався як фізичне свідоцтво невинності в широкому сенсі, а кровотеча при дефлорації — як доказ позбавлення цноти у жінок. Гімен називали "дівочою плівою", позбавлення цноти її "втратою", партнера (в просторіччі) «віднімаючим» цноту партнерки.

## Сакралізація жіночої цноти
Втрата цноти при першому сексуальному досвіді історично інтерпретувалася більшістю культур як важлива життєва віха в залежності від культурного сприйняття, яке історично зазнавало сильного впливу гендерних ролей. Так, для чоловіків втрата цноти частіше асоціювалася з гордістю, ініціацією, переходом у більш привілейований символічний стан, а для жінок — з соромом, втратою, пониженням соціального статусу (див. Слатшеймінг і Подвійні стандарти).
Але у традиційному суспільстві саме жіноча дошлюбна незайманість була неодмінною чеснотою. З нею пов'язували унікальні особистісні якості, магічні властивості та здібності. Богоматір (Діва Марія) у християнській традиції була цнотливою навіть у шлюбі і після зачаття. Для обґрунтування необхідності жіночої дошлюбної цноти використовувалися псевдонаукові теорії (такі, як телегонія).
У багатьох суспільствах дівчат, що займались дошлюбним сексом, стигматизували: наприклад, в Україні існував звичай вимазувати дьогтем їхні ворота, а якщо дівчина народжувала дитину поза шлюбом, їй обрізали коси і покривали голову хусткою (звідси «покритка»).
Для збереження гімену до шлюбу на теренах України неодружені парубки та дівчата грали у притули.

## Перевірки цноти
Перевірка новоспеченої дружини на цілість гімену була важливим елементом шлюбних обрядів багатьох народів, у тому числі й українського. Оскільки свідоцтвом втрати жіночої цноти вважалася кровотеча після статевого акту, сліди крові на білизні після першої шлюбної ночі мали її демонструвати. 
З перевіркою цноти пов'язаний український весільний обряд комори. В традиційних українських уявленнях дівоча цнота порівняється з калиною. В коморі стелили молодим шлюбну постіль. Сорочку молодої зі слідами крові від дефлорації («червцю») після першої шлюбної ночі була свідоцтвом незайманості нареченої до шлюбу. Як символ дотриманого дошлюбного дівоцтва уранці вивішували корогву — шматок червоної тканини. Відсутність «калини» була ганьбою для молодої: з короваю викидали калину, топтали її, а замість неї встромлювали гілку сосни або руту: «Наша молода не принесла калини — їй прикраси не треба», співаючи при цьому: «Ой, щоб тобі да морозоньку, що заморозив калиноньку, да засмутив да родиноньку». Вираз «згубити (стратити) калину» означав «втратити цноту», а «ламати (ломити, сікти) калину» — «позбавляти цноти».

## Цнота і насильство проти жінок
Так звані вбивства честі, досі поширені в ряді країн, вчиняє громада або родина жінки, яку підозрюють у "недостойній" поведінці, зокрема, в дошлюбному сексі.

## «Пізня» цнотливість
Поширений стереотип старої діви приписував жінкам, які в зрілому віці уникають шлюбу та/або сексуальних стосунків з чоловіками, цілий спектр негативних якостей.
Цнотливість жінок після 25 років не обов'язково пов'язана з асексуальністю. Лише 10% дівчат не відчувають сексуальних потреб; у решти вони проявляються в будь-якій формі, приблизно половина мали відчуття, пов'язані з оргазмом, в тому числі під час мастурбації. 8 % цнотливих жінок є такими лише чисто анатомічно, оскільки практикують сексуальні контакти різного роду: трибадичні, оральні, анальні. У числі причин, крім пуританського виховання, сексуальне насильство в дитячому та підлітковому віці (у 15,5 % в біографії присутній замах на зґвалтування у 15-19 років, а 9 % зазнали розпусних дій в більш ранньому віці). Можливий вплив усвідомлюваних і неусвідомлюваних лесбійських потягів, що придушуються в рамках пуританської культури: 18,5 % цнотливих жінок мають усвідомлений гомоеротичний потяг. 

## Десакралізація цноти
З сексуальною революцією ХХ століття значення дошлюбного й позашлюбного сексу зазнало змін, а впровадження доступної контрацепції підштовхнуло ревізію стереотипів про жіночу сексуальність. Феміністки другої хвилі деконструювали суспільні наративи засудження жінок за сексуальну активність та досвід, які є схвалюваними для чоловіків: секс до шлюбу та поза ним, більша кількість сексуальних партнерів і партнерок, відкриті стосунки, проміскуїтет, увівши такі поняття, як слатшеймінг, контроль жіночої сексуальності.
З прогресом в області гендерної рівності та сексуальної освіти вплив традиційних або нав'язаних релігією гендерних стереотипів ослаблюється, зокрема, й щодо цноти.
Феміністичні мовні реформи в різних країнах змінюють лексику щодо цноти, яка закріплює шкідливі для жінок практики та стереотипи. Так, шведська Асоціація сексуальної освіти в рамках мовного планування щодо змін мізогінного підтексту в лексиконі висунула слово на зміну mödomshinna («дівоча пліва») слово slidkrans («вагінальна корона»). Нове слово складається з двох частин: slid, що значить „вагінальна“, та krans — „корона“. Воно позбавлене конотацій ідеології цноти і честі, наявних у mödomshinna.
Попри це, у менш демократичних суспільствах попит на цноту досі високий, завдяки чому сучасна пластична хірургія пропонує операції з відновлення гімену (гіменопластика).